# Arturo Berutti
Arturo Berutti (San Juan, 27 marzo 1862 – Buenos Aires, 3 gennaio 1938) è stato un compositore e musicista argentino.
Era meglio conosciuto per il suo notevole tema Pampa (1897); l'opera era basata sulla vita di Juan Moreira. Tra i più influenti compositori d'opera argentini tra la fine del XIX e l'inizio del XX secolo, la sua musica è stata influenzata dall'opera italiana. Nel 1895 compose l'opera Taras Bulba ispirata al romanzo di Nikolaj Vasil'evič Gogol'.

## Biografia
Nacque il 14 marzo 1858 o il 27 marzo 1862 a San Juan, in Argentina. Berutti studiò legge a Buenos Aires.
Grazie al suo talento vinse nel 1884 una borsa di studio allo stadio di musica con la quale fu in grado di studiare in Europa. Iniziò la sua formazione al Conservatorio di Lipsia con Carl Reinecke e Salomon Jadassohn, studiando successivamente a Parigi, in Francia, nel 1889 e a Milano, in Italia, nel 1890, dove si interessò ai testi in italiano e nel 1892 compose le sue prime opere classiche: Vendetta ed Evangelina. Nel 1896 tornò nella sua nativa Argentina per concentrarsi sul suo lavoro di composizione scrivendo varie opere, la maggior parte delle quali con suo libretto sudamericano. Fu un pioniere dei testi argentini. Fu anche professore di musica di Gilardo Gilardi, che studiò con lui a Buenos Aires. I testi argentini furono al centro della sua produzione operistica, tanto che in molti casi li combinava con le edizioni della musica  folcloristica argentina. Berutti ha composto anche sinfonie, sonate e canzoni. Tra i suoi scritti la traduzione del trattato dell'armonia di Salomon Jadassohn.
Berutti morì il 3 gennaio 1938, all'età di 76 o 80 anni a Buenos Aires.
Gli è stato dedicato un asteroide, 3179 Beruti, scoperto nel 1962.

## Opere
- Vendetta, opera, 1892.
- Evangelina, opera basata sul romanzo di Henry Wadsworth Longfellow, 1893.
- Taras Bulba, opera tratta dal romanzo di Nikolai Gogol, 1895.
- Pampa, opera su Juan Moreira, di Eduardo Gutiérrez, 1897.
- Yupanki, opera di Vicente Fidel López, 1899.
- Khrysé, opera con libretto basata sul romanzo di Pierre Louÿs Afrodita, 1902.
- Nox horrida, opera, 1908.
- Gli Eroi, opera su libretto di Vicente Fidel López, 1919.